# ريد أوك (أوكلاهوما)
ريد أوك هي بلدة في مقاطعة لاتيمر، أوكلاهوما، الولايات المتحدة. كان عدد السكان 581 في تعداد عام 2000. وفقا لمكتب الإحصاء في الولايات المتحدة، فإن البلدة تبلغ مساحتها الإجمالية 0.9 ميل مربع (2.3 كيلومتر مربع)، وكلها أرض.

## التركيبة السكانية
حدّد مكتب تعداد الولايات المتحدة بيانات التركيبة السكانية لريد أوك في تعداد الولايات المتحدة. في ما يلي، التركيبة السكانية حسب تعدادي 2000 و2010.

### تعداد عام 2000
بلغ عدد سكان ريد أوك 581 نسمة بحسب تعداد عام 2000، وبلغ عدد الأسر 239 أسرة وعدد العائلات 155 عائلة مقيمة في البلدة. في حين سجلت الكثافة السكانية 242.1 نسمة لكل كيلومتر مربع (627.0/ميل2). وبلغ عدد الوحدات السكنية 283 وحدة بمتوسط كثافة قدره 117.9 لكل كيلومتر مربع (305.4/ميل2).
وتوزع التركيب العرقي للبلدة بنسبة 70.57% من البيض و0.52% من الأمريكيين الأفارقة و21.86% من الأمريكيين الأصليين و7.06% من عرقين مختلطين أو أكثر و0.69% من الهسبانيون أو اللاتينيون من أي عرق.
بلغ عدد الأسر 239 أسرة كانت نسبة 33.9% منها لديها أطفال تحت سن الثامنة عشر تعيش معهم، وبلغت نسبة الأزواج القاطنين مع بعضهم البعض 45.6% من أصل المجموع الكلي للأسر، ونسبة 13.8% من الأسر كان لديها معيلات من الإناث دون وجود شريك، بينما كانت نسبة 5.4% من الأسر لديها معيلون من الذكور دون وجود شريكة وكانت نسبة 35.1% من غير العائلات. تألفت نسبة 32.6% من أصل جميع الأسر من عدة أفراد يعيشون في نفس المنزل ونسبة 20.9% كانت تتألف من شخص يعيش بمفرده يبلغ من العمر 65 عاماً أو أكثر. وبلغ متوسط حجم الأسرة المعيشية 2.43، أما متوسط حجم العائلات فبلغ 3.06.
بلغ العمر الوسطي للسكان 38.2 عاماً. وكانت نسبة 27.2% من القاطنين تحت سن الثامنة عشر، وكانت نسبة 8.4% بين الثامنة عشر والرابعة والعشرين عاماً، ونسبة 23.9% كانت واقعةً في الفئة العمرية ما بين الخامسة والعشرين والرابعة والأربعين عاماً، ونسبة 20.8% كانت ما بين الخامسة والأربعين والرابعة والستين، ونسبة 19.6% كانت ضمن فئة الخامسة والستين عاماً فما فوق. يوجد لكل 100 أنثى 91.7 ذكر، ويوجد لكل 100 أنثى في الثامنة عشر من عمرها فما فوق 88.0 ذكر.
بلغ متوسط دخل الأسرة في البلدة 20,461 دولارًا، أما متوسط دخل العائلة فبلغ 25,625 دولارًا. وكان متوسط دخل الذكور 27,188 دولارًا مقابل 21,250 دولارًا للإناث. وسجل دخل الفرد الخاص بالبلدة 11,270 دولارًا. وكانت نسبة 22.8% من العائلات ونسبة 25.5% من السكان تحت خط الفقر، وكان من هؤلاء نسبة 37.9% تحت سن الثامنة عشر ونسبة 15.1% في الخامسة والستين من العمر وما فوق.

### تعداد عام 2010
بلغ عدد سكان ريد أوك 549 نسمة بحسب تعداد عام 2010، وبلغ عدد الأسر 232 أسرة وعدد العائلات 150 عائلة مقيمة في البلدة. في حين سجلت الكثافة السكانية 228.8 نسمة لكل كيلومتر مربع (592.6/ميل2). وبلغ عدد الوحدات السكنية 288 وحدة بمتوسط كثافة قدره 120 لكل كيلومتر مربع (310.8/ميل2).
وتوزع التركيب العرقي للبلدة بنسبة 65.76% من البيض و0.36% من الأمريكيين الأفارقة و25.68% من الأمريكيين الأصليين و0.36% من الأمريكيين ذوي الأصول الآسيوية و0.55% من الأعراق الأخرى و7.29% من عرقين مختلطين أو أكثر و0.91% من الهسبانيون أو اللاتينيون من أي عرق.
بلغ عدد الأسر 232 أسرة كانت نسبة 30.2% منها لديها أطفال تحت سن الثامنة عشر تعيش معهم، وبلغت نسبة الأزواج القاطنين مع بعضهم البعض 45.7% من أصل المجموع الكلي للأسر، ونسبة 11.6% من الأسر كان لديها معيلات من الإناث دون وجود شريك، بينما كانت نسبة 7.3% من الأسر لديها معيلون من الذكور دون وجود شريكة وكانت نسبة 35.3% من غير العائلات. تألفت نسبة 30.2% من أصل جميع الأسر من عدة أفراد يعيشون في نفس المنزل ونسبة 13.8% كانت تتألف من شخص يعيش بمفرده يبلغ من العمر 65 عاماً أو أكثر. وبلغ متوسط حجم الأسرة المعيشية 2.37، أما متوسط حجم العائلات فبلغ 2.97.
بلغ العمر الوسطي للسكان 43.3 عاماً. وكانت نسبة 21.9% من القاطنين تحت سن الثامنة عشر، وكانت نسبة 9.5% بين الثامنة عشر والرابعة والعشرين عاماً، ونسبة 21.3% كانت واقعةً في الفئة العمرية ما بين الخامسة والعشرين والرابعة والأربعين عاماً، ونسبة 30.1% كانت ما بين الخامسة والأربعين والرابعة والستين، ونسبة 17.3% كانت ضمن فئة الخامسة والستين عاماً فما فوق. وتوزع التركيب الجنسي للسكان بنسبة 52.1% ذكور و47.9% إناث.